# Phyllanthus vincentae
Phyllanthus vincentae är en emblikaväxtart som beskrevs av James Francis Macbride. Phyllanthus vincentae ingår i släktet Phyllanthus och familjen emblikaväxter. Inga underarter finns listade i Catalogue of Life.